# 39-й Вирджинский пехотный полк
39-й Вирджинский добровольческий пехотный полк (39th Virginia Volonteer Infantry Regiment) — пехотный полк, набранный в штате Вирджиния во время Гражданской войны в США. Он действовал в основном в Норфолке и на восточном побережье Вирджинии.
39-й Вирджинский был сформирован летом 1861 года в размере 11 рот: восьми пехотных, двух кавалерийских и одной артиллерийской. Роты полка были набраны в округах Нортгемптон и Аккомак.
Полк передали в Норфолкский департамент и разместили на побережье Вирджинии. В конце годы полк пытались реорганизовать, но в итоге он был расформирован 3 февраля 1862 года. Многие его рядовые влились в 19-й полк тяжёлой артиллерии и прослужили всю войну на батареях под Ричмондом. После сдачи Ричмонда они отступали к Аппоматтоксу вместе с армией генерала Ли и многие попали в плен в сражении при Сэйлорс-Крик.
Командиром полка были полковник Чарльз Смит, подполковником — Луис Финней.